# Сергієнко Сергій Олексійович
Сергі́й Олексі́йович Сергіє́нко (22 липня 1988 — 22 січня 2018) — солдат Збройних сил України, учасник російсько-української війни.

## Життєпис
Народився 1988 року в селі Новоаврамівка (Хорольський район, Полтавська область). Рано втратив батька, з дитинства працював на фермі, у будівельній бригаді в селі; захоплювався футболом та комп'ютерами, історичною літературою. Закінчив 11 класів Новоаврамівської гімназії, 2006 року вступив до Хомутецького зооветеринарного технікуму, здобув фах ветеринарного фельдшера. Працював за спеціальністю — в агрохолдингу «Астарта» та оператором на молокоблоці.
З 27 жовтня 2016 року служив за контрактом; солдат, снайпер 1-го відділення взводу снайперів 54-ї бригади.
22 січня 2018-го підрозділ отримав бойове завдання: вояки мали виявити групу снайперів противника. Взвод вийшов 2 групами — у меншій було троє, серед них Сергій; друга група рушила на іншу позицію. Зі світанком почався обстріл поблизу смт Луганське, одна з мін розірвалася поруч із Сергієм. Сергія витягли з-під вогню, надали домедичну допомогу; викликали медиків, через пів години були в госпіталі, але ще по дорозі Сергій помер — рани виявилися несумісними з життям; частина осколків міни калібру 80 мм влучила між каскою та бронежилетом.
24 січня 2018 року похований у Новоаврамівці; в останню дорогу проводжали на колінах.
Без Сергія лишилися мама і дві сестри.

## Нагороди та вшанування
- Указом Президента України № 98/2018 від 6 квітня 2018 року, «за особисту мужність і самовіддані дії, виявлені у захисті державного суверенітету та територіальної цілісності України, зразкове виконання військового обов'язку», нагороджений орденом «За мужність» III ступеня (посмертно)[1].
- Вшановується в меморіальному комплексі «Зала пам'яті», в щоденному ранковому церемоніалі 22 січня[2][3].